# Norske Gaardnavne
Norske Gaardnavne  (sv. Norska gårdsnamn) är ett flerbandsverk vars första upplaga utkom mellan 1897 och 1924 efter ett manuskript av professor Oluf Rygh. Bokverket innehåller upplysningar om föreskriven stavning, uttal, historiska namnformer samt tolkningsförslag av namnen på matrikulerade gårdar i Norge. Norske gaardnavne har blivit ett standardverk över ortnamn i Norge, och har tjänat som exempel för motsvarande publikationer i Sverige och Danmark.

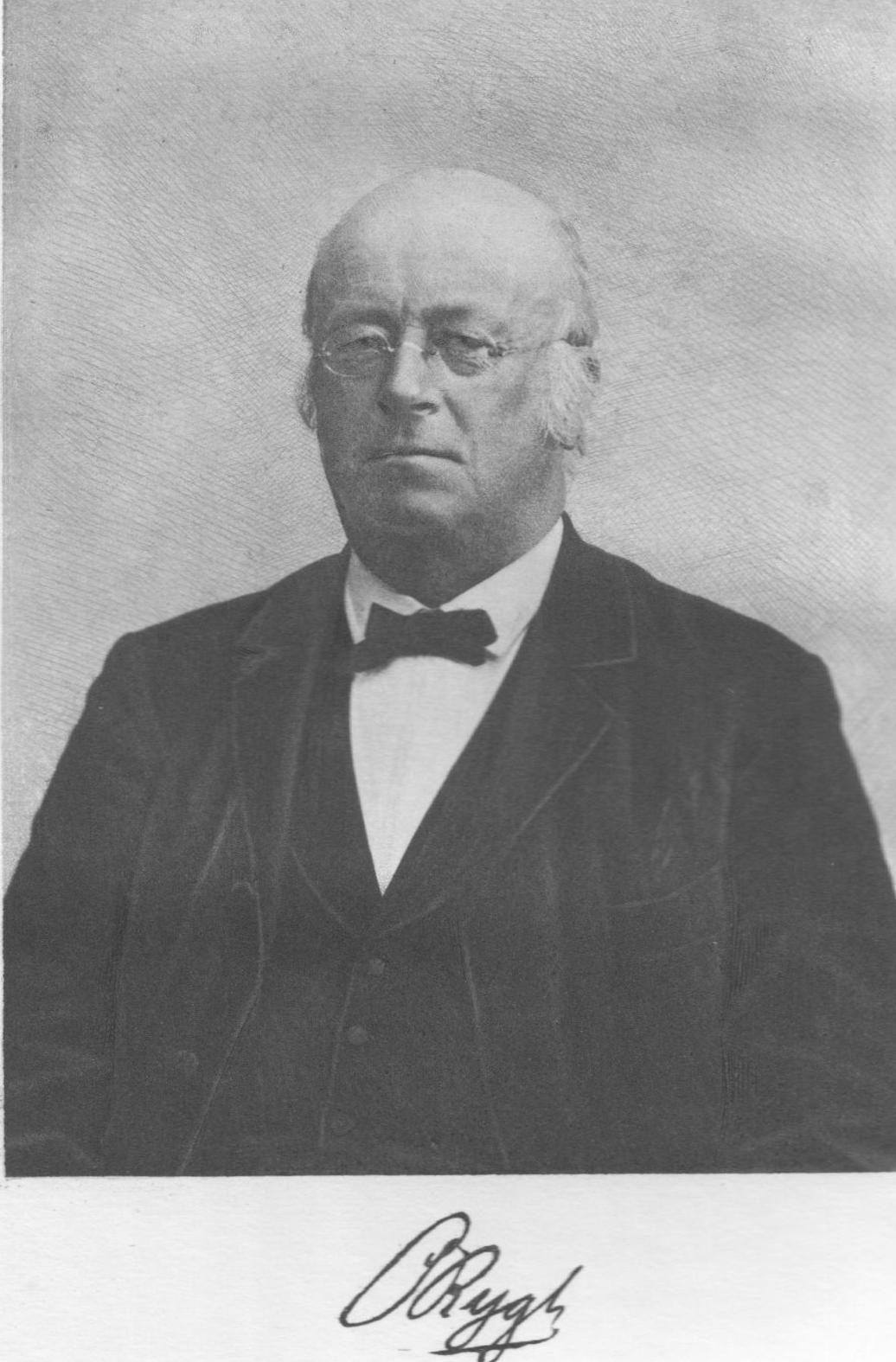
Oluf Rygh. Foto: L. Forbech

## Bakgrund
Den 6 juni 1863 stiftade Stortinget en lag om översyn av förteckningen över fastigheter i Norge. Det norska parlamentet beslutade att även en språklig revidering av gårdarnas namn skulle ingå i uppdraget. Professorerna Sophus Bugge och Oluf Rygh samt prästen Johan Fritzner fick 1878 i uppdrag att ingå i en kommitté med ansvar för det språkliga kartläggningsarbetet. Man upptecknade historiska namn från medeltiden och hur gårdsnamnen uttalades lokalt. En princip som vägledde kommittén var att stavningen av gårdsnamn så långt det var möjligt skulle följa det lokala uttalet. 

### Källmaterial och insamling
Kommittén stödde sig i sitt arbete på medeltida källmaterial: ättesagor, jordeböcker och brev som ingick i Diplomatarium Norvegicum.  Den modernaste skriftliga källa som kommittén använde var från 1723 – ett utkast till gårdsförteckning. Kommittén baserade sig allra mest på muntliga källor och särskilt uppmärksammades allmogens uttal och namnformer. Benämningar bland vanligt folk tillmättes stor betydelse när de genuina gårdsnamnen skulle fastslås. Med desto mer skepsis betraktades officiella, fördanskade skriftformer som på sina håll ansågs ha utkonkurrerat ursprungliga, rotnorska namn.
För uppteckningsarbetet sörjde främst Bugge och Rygh. Att besöka alla bygder var i praktiken omöjligt, så professorerna tydde sig till samlingspunkter, bland annat exercisplatser och lärarseminarier.

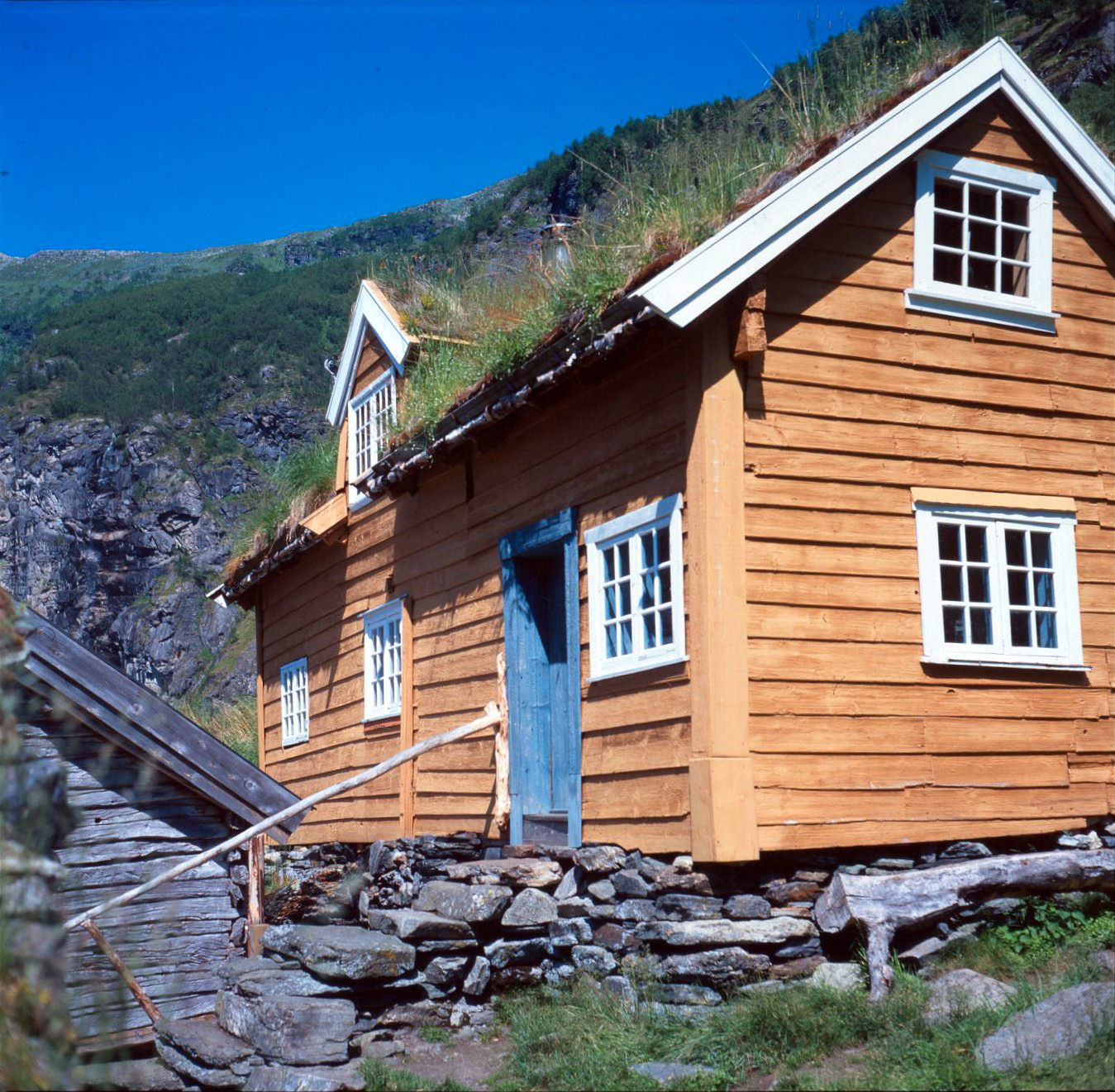
Om gård 21 Sinjarheim i Aurland heter det bland annat «Sønjareim. Uttalas si`njareim. - - Ligger nära en tvärälv till huvudvattendraget och det antas - - att det kan bestå av genitiv av älvnamnet Sin. - - Någon förklaring av älvnamnet Sin har man inte försökt sig på. Det kunde möjligen komma av verbet sina (med långt i), bli karg eller torr, om kor, som inte längre ger mjölk. I svenska dialekter kan ordet betyda "torka ut" om brunn, källa. I det därmed besläktade sina, visset gräs, är rotvokalen kort, som här i gårdsnamnet.» Foto: Frode Inge Helland

I bokverket diskuterades vilken grammatisk form namnen hade – bland annat genus och kasus, singular- kontra pluralformer samt om namnen skulle skrivas i bestämd eller obestämd form. Man redogjorde även för vilka fonetiska förändringar som skett genom tiderna, ifall något sådant kunde styrkas.
Betydelsen av namnet sågs mot bakgrund av hur gårdsnamnen hade kommit till:
- Naturnamn (kullar, sluttningar, branter, näs, öar, vattenfall, myrar med mera)
- Namn efter användningsområden (hamnar, vägar)
- Namn från träd, buskar och växter
- Namn med anknytning till djur
- Namn med anknytning till hur gården har blivit till, gårdsbyggnader eller andra människoskapade inslag vid platsen
- Namn som kan härledas från boplats eller uppodlad mark.
- Namn som kan härledas till händelser i gårdarnas historia
- Namn från gestalter i folktron
- Namn som bygger på jämförelser till exempel med klädesplagg, kroppsdelar, djur eller redskap
- Namn som bygger på älvars namn
- Namn som innehåller personnamn eller smeknamn
- Smickrande och förklenande namn

## Utgivningen av Norske gaardnavne
Sedan förteckningen hade fullbordats 1892, skickades materialet till Norges riksarkiv. Intresset för arbetet var stort. 1896 anslog Stortinget pengar till tryckning av de insamlade upplysningarna. Det första bandet i serien Norske Gaardnavne trycktes 1897. 

### Bokverket
Småningom utgavs Norske Gaardnavne i form av ett bokverk om 17 band. Varje band speglade gårds- och ortnamnstraditionen i ett av Norges amt, dock med ett undantag: Finnmark. En förteckning över ortnamnen i denna nordligaste region utkom emellertid 1924. I denna redogjordes förutom för norska namn, även för samiska och kvänska. Finnmarksbandet utmärkte sig genom att det byggde på nyare källor jämför med de som låg till grund för ortnamnsforskningen i resten av Norge. Sammanlagt omfattar de 18 böckerna 50 000 med tolkningar. I norska sammanhang framhålls gärna att varken Danmark eller Sverige har ortnamnslexikon som så går på djupet och är så heltäckande som Norske Gaardnavne.

### Norske Gaardnavne i elektronisk utgåva
Universiteten i Oslo, Bergen, Trondheim och Tromsø  har i ett gemensamt projekt överfört Norske Gaardnavne till digital form. Den elektroniska utgåvan omfattar inte Finnmarksbandet.

## Innehållsförteckning över Norske Gaardnavne
- Förord och inledning (Oluf Rygh 1898)
- I Smaalenenes Amt (Oluf Rygh 1897)
- II Akershus Amt (Oluf Rygh 1898)
- III Hedemarkens Amt (Oluf Rygh 1900)
- IV-1 Kristians Amt(Oluf Rygh 1900)
- IV-2 Kristians Amt (Oluf Rygh, utgivet av Albert Kjær 1902)
- V Buskeruds Amt (Oluf Rygh, utgivet av Hjalmar Falk 1909)
- VI Jarlsberg og Larviks Amt (Oluf Rygh, utgivet av Albert Kjær 1907)
- VII Bratsberg Amt (Oluf Rygh, utgivet av Albert Kjær 1914)
- VIII Nedenes Amt (Oluf Rygh, utgivet av Amund B. Larsen 1905)
- IX Lister og Mandals Amt (Oluf Rygh, utgivet av Albert Kjær 1912)
- X Stavanger Amt (Oluf Rygh, utgivet av Magnus Olsen 1915)
- XI Søndre Bergenhus Amt (Oluf Rygh, utgivet av Magnus Olsen 1910)
- XII Nordre Bergenhus Amt (Oluf Rygh, utgivet av Albert Kjær 1919)
- XIII Romsdals Amt (Oluf Rygh, utgivet av Karl Rygh 1908)
- XIV Søndre Trondhjems Amt (Oluf Rygh, utgivet av Karl Rygh 1901)
- XV Nordre Trondhjems Amt (Oluf Rygh, utgivet av Karl Rygh 1903)
- XVI Nordlands Amt (Oluf Rygh, utgivet av Karl Rygh 1905)
- XVII Troms Amt (Oluf Rygh, utgivet av Karl Rygh 1911)
- XVIII (Supplementsband) Finmarkens Amt (Oluf Rygh, utgivet av J.K. Qvigstad och Magnus Olsen)
- Register för hela serien (1936)